# Augustin Magloire Alexandre Blanchet

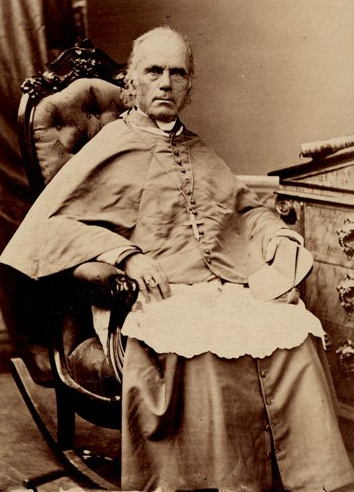

Augustin Magloire Alexandre Blanchet (* 22. August 1797 in Saint-Pierre-de-la-Rivière-du-Sud, Québec, Niederkanada; † 25. Februar 1887 in Vancouver) war ein frankokanadischer römisch-katholischer Geistlicher und Bischof.

## Leben
Blanchet trat wie sein älterer Bruder François Norbert Blanchet in das Priesterseminar in Quebec ein und empfing am 3. Juni 1821 das Sakrament der Priesterweihe.
Am 28. Juli 1846 ernannte der neugewählte Papst Pius IX. Blanchet zum ersten Bischof des Bistums Walla Walla, das vier Tage zuvor vom Bistum Oregon abgetrennt worden war. Am 27. September 1846 empfing er durch den Bischof von Montréal, Ignace Bourget, die Bischofsweihe. Mitkonsekratoren waren Rémi Gaulin, Bischof von Kingston, und John Charles Prince, Koadjutor von Montréal.
Am 31. Mai 1850 trennte Papst Pius IX. das Bistum Nesqually, das heutige Erzbistum Seattle, vom Bistum Walla Walla ab und ernannte Blanchet zu dessen erstem Bischof. Die Verwaltung von Walla Walla wurde dem Bischof von Oregon, Blanchets leiblichem Bruder François, übergeben. Am 29. Juli 1853 löste Papst Pius IX. das Bistum Walla Walla auf.
Am 28. Juli 1850 erfolgte Blanchets Inthronisation in Nesqually. Papst Leo XIII. nahm seinen Rücktritt als Diözesanbischof im Juli 1880 an und ernannte ihn am 23. Dezember 1879 zum Titularbischof von Ibora.